# Губернатор Севастополя
Губернатор города Севастополя — высшее должностное лицо Севастополя в Российской империи в 1805—1864 годах и Российской Федерации после 2014 года. В Российской империи именовался военный губернатор Севастополя, но обладал полнотой как военной, так и гражданской власти. В настоящее время возглавляет исполнительную власть и Правительство Севастополя в российской вертикали власти. После аннексии Крыма Российской Федерацией город Севастополь рассматривается Россией в качестве самостоятельного субъекта федерации.

## Полномочия
Губернатор — высшее должностное лицо Севастополя в структуре исполнительной власти. Он избирается на должность депутатами Законодательного собрания Севастополя в соответствии с законодательством РФ и законом города на срок 5 лет и занимает должность не более двух сроков подряд. Им может быть избран гражданин РФ достигший 30-летнего возраста и обладающий пассивным избирательным правом, не имеющий гражданства иностранного государства либо вида на жительство или иного документа, подтверждающего право на постоянное проживание гражданина РФ на территории иностранного государства. Губернатор возглавляет исполнительную власть города и может возглавить высший исполнительный орган государственной власти города — правительство Севастополя. Он определяет структуру исполнительных органов государственной власти города, формирует правительство и принимает решение о его отставке и и выполняет другие функции. Правовой статус губернатора определяется главой V Устава города Севастополя Устава, принятого 11 апреля 2014 года.
С поправками от 29 ноября 2016 года Губернатор избирается путём прямых выборов сроком на 5 лет и не более чем на два срока подряд, до этого, в 2014—2016 годах, губернатор назначался городским парламентом из числа кандидатов, предложенных Президентом РФ.
Со 2 октября 2020 года пост занимает Михаил Развожаев.

## История
В Российской империи после учреждения в 1805 году Николаевского и Севастопольского военное губернаторство также была учреждена должность Севастопольского военного губернатора. Как правило, на эту должность назначался Главный командир Черноморского флота и портов. Первым Военным Губернатором стал маркиз И. де Траверсе, французский эмигрант. Наибольший срок в должности находился М. П. Лазарев. Управление Николаевского и Севастопольского военного губернаторства не подчинялось гражданским Херсонскому и Таврическому губернаторам, а также Новороссийскому генерал-губернатору и непосредственно подчинено Петербургу: по морским делам — Морскому министерству, по гражданским — Министерству внутренних дел. Самому Военному Губернатору была дана практически неограниченная власть в губернаторстве, он одновременно осуществлял военное и гражданское управление. Должность существовала до 1864 года. В дальнейшем, с организацией Севастопольского градоначальства, его возглавлял градоначальник.

### Предыстория в РФ

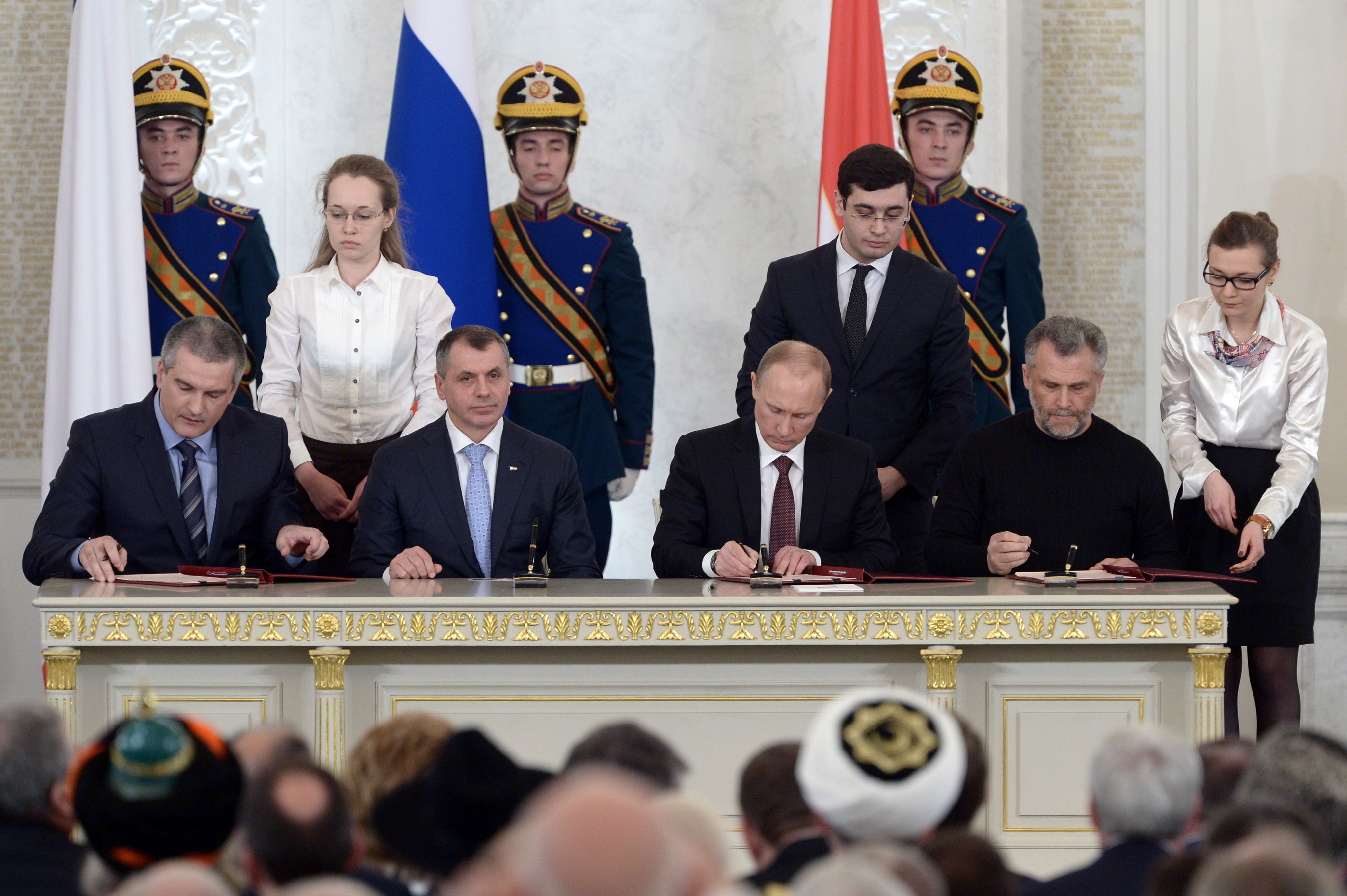
Подписание Договора о принятии Республики Крым в Российскую Федерацию. Москва, Кремль, 18 марта 2014 года

18 марта 2014 года председатель координационного совета по организации Севастопольского городского управления по обеспечению жизнедеятельности Севастополя Алексей Чалый, совместно с Председателем Государственного Совета Республики Крым Владимиром Константиновым и Председателем Совета министров Республики Крым Сергеем Аксёновым, подписал с Президентом Российской Федерации Владимиром Путиным Договор о принятии Республики Крым в Российскую Федерацию. Республика Крым считается принятой в Российскую Федерацию с даты подписания Договора. Со дня принятия в Российскую Федерацию Республики Крым в составе Российской Федерации образуются новые субъекты — Республика Крым и город федерального значения Севастополь.

### Создание должности в РФ
1 апреля 2014 года депутаты законодательного собрания Севастополя постановили, что высшим должностным лицом нового субъекта федерации является Губернатор города Севастополя, в полномочиях которого — самостоятельно определять структуру органов исполнительной власти города Севастополя и назначать руководителей указанных органов. В этот же день они единогласно приняли решение о назначении Алексея Чалого исполняющим обязанности губернатора города. Алексей Чалый сообщил, что действующая система исполнительной власти в Севастополе просуществует не дольше месяца, а новый Устав города, соответствующий российскому законодательству, будет принят до конца апреля; 11 апреля устав города был принят.
Депутаты признали утратившим силу решение Севастопольского городского Совета № 7147 от 24.02.2014 «О создании исполнительного органа Севастопольского городского Совета Севастопольского городского управления по обеспечению жизнедеятельности города».
14 апреля 2014 года Алексей Чалый предложил Владимиру Путину кандидатуру Сергея Меняйло на пост и. о. губернатора Севастополя. Такое назначение некоторым образом восстанавливает традицию управления военно-морским городом Главным командиром — представителем командования Черноморским флотом РФ. Предложение было принято.
Однако уже 24 августа 2014 года «народный мэр» выступил с совершенно противоположных позиций. Чалый записал видеообращение к севастопольцам, в котором заявил, что из-за его ошибки (передачи губернаторского кресла) к власти в городе пришли люди, «обладающие редким сочетанием двух противоречивых качеств — некомпетентности и чванства».
18 июля 2016 года Президент России Владимир Путин досрочно прекратил полномочия губернатора Севастополя Сергея Меняйло и назначил Дмитрия Владимировича Овсянникова временно исполняющим обязанности губернатора.

## Губернаторы Севастополя
| № | Губернатор                      | Фотография            | Период руководства  | Период руководства                           | Примечание                           | Партийность   |
| - | ------------------------------- | --------------------- | ------------------- | -------------------------------------------- | ------------------------------------ | ------------- |
| — | Алексей Михайлович Чалый        |                       | 21 марта 2014 года  | 1 апреля 2014 года                           | Председатель координационного совета | Единая Россия |
| — | Алексей Михайлович Чалый        | 1 апреля 2014 года    | 14 апреля 2014 года | Исполняющий обязанности                      |                                      | Единая Россия |
| 1 | Сергей Иванович Меняйло         |                       | 14 апреля 2014 года | 9 октября 2014 года                          | Временно исполняющий обязанности     | беспартийный  |
| 1 | Сергей Иванович Меняйло         | 9 октября 2014 года   | 28 июля 2016 года   | Избран Законодательным собранием Севастополя |                                      | беспартийный  |
| 2 | Дмитрий Владимирович Овсянников |                       | 28 июля 2016 года   | 18 сентября 2017 года                        | Временно исполняющий обязанности     | Единая Россия |
| 2 | Дмитрий Владимирович Овсянников | 18 сентября 2017 года | 11 июля 2019 года   | Избранный на прямых выборах                  |                                      | Единая Россия |
| 3 | Михаил Владимирович Развожаев   |                       | 11 июля 2019 года   | 2 октября 2020 года                          | Временно исполняющий обязанности     | беспартийный  |
| 3 | Михаил Владимирович Развожаев   | 2 октября 2020 года   | в должности         | Избранный на прямых выборах                  | Единая Россия                        |               |

## Представитель в Совете Федерации
- 10 октября 2014 года Губернатор Севастополя Сергей Меняйло принял решение наделить полномочиями члена Совета Федерации Андрея Соболева.
- 19 сентября 2017 года Губернатор Севастополя Дмитрий Овсянников принял решение наделить полномочиями члена Совета Федерации Валерия Куликова.
- 2 октября 2020 года Губернатор Севастополя Михаил Развожаев наделил полномочиями сенатора Екатерину Алтабаеву, ранее представлявшую в Совете Федерации законодательную ветвь власти города Севастополя.